# ワンダーランドASAMUSHI
ワンダーランドASAMUSHI（ワンダーランドあさむし）は、青森県青森市にかつて存在した遊園地である。

## 概要
- シーサイド遊園地。大回転マシーン・スーパーハリケーンや全長600mのジェットコースター、自走式モノレール、高さ30mの観覧車などの大型遊具があり、ゲームセンター、軽食コーナー完備され、子供連れの家族や若いカップルなどでかつて賑わう[2]。

- 大阪市に本社を置く遊具製作メーカーである岡本製作所が1999年に閉園した「あさむしキディランド」を引き取り、2000年4月にリニューアル開園した。浅虫の北部に位置する。
- 陸奥湾に面した海の見える東北屈指の遊園地。一番人気のジェットコースター、陸奥湾を一望でき天気のいい日は下北半島まで見渡せる大観覧車など20種類もの乗り物があった。
- 観光可能期間、4/19〜11/19（9:30〜17:00）夏休み期間は延長あり　10月中旬以降（9:30〜16:00）[2] 11月上旬から翌年の4月半ばまでは青森市特有の豪雪気候の影響もあってか一年間のうち長期休園を余儀なくされていた[3]。
- 休業日は水曜日（夏休み、GW、祝日は無休）[2]
- 利用料金は入場料300円。乗物料金・1回300円、とくとくパック／2,000円（入場料・乗物12回分）[2]
- 700台の駐車場を完備[2]していた。
- 開園初年度は10万人もの客で賑わっていたが、年々入場者数は減少し（海風の影響という説もある）、更には遊具の老朽化も重なり2005年10月10日に閉園[3]。わずか5年半の営業であった。
- 閉園後は浅虫温泉のガイドマップからは、ワンダーランドASAMUSHIは消滅している。その後遊具の取り壊し作業が行われたため、2011年8月時点では東側の建物が残っているだけである。
- 都市計画立地上は都市計画区域外[4]である。

## 施設変遷
- 1962年～　浅虫ヘルスセンター開業/閉業時期不詳(23_青森県史資料編近現代6 2014, p. 653～654解説)。
- ～1982年　あさむしキディランド開業/浅虫ヘルスセンター併設開業時期不詳(23_青森県史資料編近現代6 2014, p. 653～654解説)。
- 1983年4月28日～1999年　マリンパーク浅虫(23_青森県史資料編近現代6 2014, p. 653～654（資料年月日）1983年4月30日（出典）『東奥日報（夕刊）』東奥日報社所蔵)。[5]
- 2000年～2005年　ワンダーランドASAMUSHI[3]

## 前身施設
浅虫温泉では1962年、浅虫ヘルスセンター開設と同時に子供遊園地が併設された。その子供遊園地は、のちに『キディランド』と称されたとある。(23_青森県史資料編近現代6 2014, p. 653～654)。
1983年4月28日『キディランド』が青森県内初の本格ジェットコースターを備えた施設。総合レジャーランドに生まれ変わり、その名も「マリンパーク浅虫」とある。(23_青森県史資料編近現代6 2014, p. 653～654（資料年月日）1983年4月30日（出典）『東奥日報（夕刊）』東奥日報社所蔵)　マリンパーク浅虫の閉園、５年前の1994年4月には青森市営バス、平内町民バスがマリンパーク浅虫を含む路線を廃止・休止をしている。

## 近隣施設
- 八大龍神宮
- 青森県営浅虫水族館
- 浅虫さくら観光ホテル
- ミニストップ浅虫店
- 青森市営バス・下北交通バス「浅虫水族館通り」停留所